# Greatest Hits: My Prerogative
My Prerogative er en samling af den amerikanske popsanger Britney Spears' største hit – et såkaldt "Greatest Hits-album". Albummet blev udgivet i 2004 af Jive Records.

## Nummerliste
1. "My Prerogative" (Riley, E.T./Brown, B./Griffin, G.) — 3:33
2. "Toxic" (Karlsson, C./Winnberg, P./Dennis, C./Jonback, H.) — 3:19
3. "I'm a Slave 4 U" (Williams, P./Hugo, C.) 3:25
4. "Oops!... I Did It Again" (Rami/Martin, M.) — 3:33
5. "Me Against the Music" (featuring Madonna) (Nash, T./Nkhereanye, T. "Tab"/O'Brien, G./Madonna/Stewart, Chris "Tricky"/Spears, B/Magnet, P.) — 3:45
6. "Stronger" (Rami/Martin, M.) — 3:23
7. "Everytime" (Stamatelatos, A./Spears, B.) — 3:51
8. "...Baby One More Time" (Martin, M.) — 3:32
9. "(You Drive Me) Crazy" (Elosson, J./Kreuger, D./Magnusson, P./Martin, M.) — 3:18
10. "Boys (The Co-Ed Remix)" (featuring Pharrell) (Williams, P./Hugo, C.) — 3:47
11. "Sometimes" (Elofsson, Jorgen) — 4:05
12. "Overprotected1 (Rami/Martin, M.) — 3:20
13. "Lucky" (Rami/Martin, M./Kronlund, A.) — 3:25
14. "Outrageous" (Kelly, R.) — 3:21
15. "Don't Let Me Be the Last to Know" [UK and Japanese edition only] (Twain, Shania/Lange, R.J./Scott, Keith) — 3:50
16. "Born to Make You Happy" [Non-US edition only] (Carlsson, A./Lundin, K.) — 4:04
17. "I Love Rock 'N Roll" [Non-US edition only] (Merrill, Alan/Hooker, Jake) — 3:08
18. "I'm Not a Girl, Not Yet a Woman" (Dido/Rami/Martin, M.) — 3:51
19. "I've Just Begun (Having My Fun)" (Karlsson, C./Winnberg, P./Spears, B./Jonback, H./Bell, M. ) — 3:23
20. "Do Somethin'" (Hunte, A./Karlsson, C./Winnberg, P./Jonback, H.) — 3:22

- Limited Edition: Remix Bonus Disc

1. "Toxic" [Armand Van Helden Remix Edit] — 6:24
2. "Everytime" [Hi-Bias Radio Remix] — 3:26
3. "Breathe on Me" [Jacques Lu Cont Mix] (Greene, L./Lee, S./Anderson, S.) — 8:08
4. "Outrageous" [Junkie Xl's Dancehall Mix] — 2:56
5. "Stronger" [Miguel "Migs" Vocal Mix] [Non-US edition only] — 6:31
6. "I'm a Slave 4 U" [Thunderpuss Club Mix] [Non-US edition only] — 8:46
7. "Chris Cox Megamix — 4:57

- 1 Appears as the DarkChild Remix on US edition.